# 데이비드 벤틀리
데이비드 마이클 벤틀리(영어: David Michael Bentley, 1984년 8월 27일, 잉글랜드 피터버러 ~ )는 잉글랜드의 은퇴한 축구 선수로, 블랙번 로버스와 토트넘 홋스퍼 등에서 활동하였다. 그는 여러 포지션에서 뛸 수 있으나, 특히 윙어로 뛸 때 효과적인 경기력을 보인다. 그가 첫 축구 선수 생활을 시작한 클럽은 아스널 FC이었다.
그는 두 시즌을 노리치 시티와 블랙번 로버스 FC에서 임대 선수로 보낸 뒤, 2006년 1월, 블랙번으로 전격 이적하였다. 벤틀리는 새로운 클럽에서 강한 경기력을 보여주었으며, 잉글랜드 U-21 대표팀에서도 맹활약하였다. 그동안의 활약으로 2008년 7월, 토트넘 홋스퍼로 이적하였으나 자리를 잡지 못하고 임대 생활을 전전한다. 블랙번 로버스에서의 임대생활을 끝으로 2014년 7월, 계약기간이 1년 남은 시점에서 은퇴를 결정한다. 인터뷰에서 소셜 미디어의 열풍과 자본의 흐름에 움직이는 축구계에 질렸다고 밝혔다. 또한 가족들이 타지에서 고생하길 원치 않는다고 하였다.